# Sigurjón's Friends
«Sigurjón's Friends» (укр. «Друзі Сіґурйона») — ісландський музичний колектив, створений спеціально для Євробачення 2011. До складу гурту входять Гюннар Оулафсон (ісл. Gunnar Ólafson), Вігнір Снайр Вігфусон (ісл. Vignir Snær Vigfússon), Паульмі Сігюрхьяртарсон (ісл. Pálmi Sigurhjartarson), Матіас Матіасон (ісл. Matthías Matthíasson), Греймюр Едн Хеймісон (ісл. Hreimur Örn Heimisson) і Бенедикт Бринлейфсон (ісл. Benedikt Brynleifsson).

## Євробачення 2011
12 лютого 2011 року гурт взяв участь в національному відборі на ісландському Євробаченні (ісл. Söngvakeppni Sjónvarpsins 2011) з піснею «Aftur heim» («Назад додому»), і виграла його. Спочатку пісню «Aftur heim» повинен був виконати Сігурьоун Брінк, однак незадовго до фіналу відбору стало відомо, що виконавець помер у себе вдома в Гардабаїрі (містечку за 20 км від столиці Ісландії) від серцевого нападу. У Сігурьоуна залишилася дружина і четверо дітей. Дізнавшись про це, найкращі друзі співака (нинішній склад гурту) об'єдналися в колектив під назвою «Sigurjón's Friends» (названий на честь покійного музиканта). Вигравши національний відбір, гурт мав змогу репрезентувати Ісландію на конкурсі пісні Євробачення 2011, який пройде в Дюссельдорфі, Німеччина. Англійська версія пісня («Coming Home») була виконана в першому півфіналі (10 травня), і набрала достатню кількість глядацьких голосів, щоб вийти у фінал пісенного конкурсу.

## Цікаві факти
- В одного з учасників гурту (Гуннара Олафсона) вже був досвід участі на Євробаченні — співак у складі дуету TwoTricky представляв Ісландію на Євробаченні 2001. Тоді виступ пройшов не дуже вдало, і Ісландія посіла останню (22-ю) позицію.
- «Aftur heim» могла б стати першою піснею ісландською мовою, яка виконана після скасування мовного бар'єра на Євробаченні в 1999. З 1999 по 2010 Ісландію представляли виключно англомовні пісні[2].